# Paolo Ferrari
Paolo Ferrari (5 de abril de 1822-9 de marzo de 1889) fue un dramaturgo italiano, nacido en Módena. Sus numerosos trabajos, principalmente comedias, estaban marcados por un estilo fresco y picante, y forman un conjunto de calidad dentro de la literatura dramática moderna italiana. Tras algunas obras menores, en 1852 alcanzó su reputación como dramaturgo con Goldoni e le sue Sedici Commedie, algo después se publicó su comedia Parini e la Satira (1857) que fue un considerable éxito. Ferrari puede considerarse como un seguidor de Carlo Goldoni que se inspiró en los métodos teatrales franceses. En 1860 fue nombrado profesor de Historia en Módena y posteriormente en Milán. Su colección de obras fue publicada en 1877–1880 en 14 volúmenes.